# HK-2腎乳頭狀瘤細胞
HK-2（Human Kidney-2）是具有良好分化能力的人類腎乳頭狀瘤細胞系，最初分離自一位成年男性腎乳頭狀瘤患者的腎近曲小管（proximal convoluted tubule）細胞，通過導入人類乳頭瘤病毒-16 E6/E7基因而成為永生化的腎乳頭狀瘤細胞系。自1984年首次分離及培養以來，受到許多科研人員的關注。

## 特徵
HK-2細胞已知會對表皮生長因子、鹼性磷酸酶、γ-谷氨醯轉肽酶、白胺酸胺肽酶、酸性磷酸酶、細胞角蛋白、αVβ3整聯蛋白及纖連蛋白呈陽性反應，並且對6.19抗原和CALLA內肽酶（CALLA endopeptidase）呈陰性反應。HK-2細胞保留了腎近曲小管的功能性特徵，例如鈉依賴性和對根皮苷敏感的糖轉運，以及腺苷酸環化酶對甲狀旁腺的反應，但是對抗利尿激素的反應性不高。HK-2細胞因具有產生和儲存糖原的能力而被指具有糖質新生的能力。此外，因為HK-2細胞是錨定依賴性的，所以不會在甲基纖維素、軟瓊脂或懸浮液中生長。
HK-2細胞主要通過頂端表面合成和分泌血漿蛋白。有研究證明即使在靜止狀態下，HK-2細胞在補體C3的複合物中表達mRNA，並且合成和分泌着血漿蛋白，而約90％的血漿蛋白分泌到頂端，而小部分則分泌到基底外側。當在腫瘤壞死因子-α等外源性細胞因子存在的情況下進行培養時，HK-2細胞血漿蛋白mRNA表達會受到不同程度的影響，而在基底外側的分泌升高至頂端水平，又或者超過頂端水平。除此之外，HK-2細胞保持了從培養基中快速攝取外源添加性血清蛋白的能力。

## 研究用途

### 細胞毒性
目前廣泛應用於科研用途，並且是研究腎毒性的常用細胞模型。Murphy等作出的研究表明HK-2細胞是對替諾福韋（TFV）細胞毒性敏感的模型，並且表明經TFV處理的HK-2細胞發生線粒體應激和細胞凋亡。此外，Lin等作出的研究發現黃芩苷通過抑制內質網應激和激活Nrf2信號傳導，以減輕過氧化氫誘導的HK-2細胞細胞毒性。
Gunness等在研究藥物誘導的腎毒性方面比較了HK-2細胞與LLC-PK1細胞。他們檢查了兩種腎毒性藥物，即異環磷醯胺和阿昔洛韋對HK-2細胞的影響，結果發現HK-2細胞將異環磷醯胺代謝為氯乙醛。阿昔洛韋則濃度依賴性降低HK-2的細胞活性，這表明阿昔洛韋可能誘導對腎近曲腎小管細胞的直接損傷。這些結果表明HK-2細胞是用於體外毒性研究，以及確定藥物誘導的人類腎毒性的合適模型。

### 實驗模型
Jenkinson等作出的研究發現HK-2細胞作為藥物轉運蛋白表達和近曲小管功能模型的局限性，並表示HK-2細胞在該方面的價值有限。Gildea等作出的研究發現HK-2細胞可以作為GRK4介導多巴胺-1受體解偶聯的模型。因為他們發現HK-2細胞會在多巴胺-1受體（D1R）腺苷酸環化酶（AC）的刺激下解偶聯，並且假設了G蛋白偶聯受體激酶4型（GRK4）單核苷酸多態性可能是HK-2細胞中D1R/AC解偶聯的原因。除此之外，他們還發現HK-2細胞保留腎近曲小管細胞的許多功能性特徵，但是從多巴胺能功能的角度來看，它不是正常的。

### 增殖及凋亡
Lu等作出的研究發現小檗鹼通過抑制SPHK1的表達，保護HK-2細胞免受缺氧或復氧所誘導的凋亡，並且發現小檗鹼會下調p-P38、胱天蛋白酶-3、胱天蛋白酶-9的表達，以及向上調節Bcl-2/Bax的比例。SPHK1在HK-2細胞中的過度表達會誘導嚴重的細胞凋亡，如果對細胞進行小檗鹼處理，則可以顯著改善細胞凋亡。除此之外，Huang等作出的研究發現GLIPR-2在HK-2細胞中的過度表達，通過ERK1/2的激活，促進細胞上皮-間質轉化和遷移能力。

## 外部連結
- Cellosaurus entry for HK-2（页面存档备份，存于）